# Wirówka mleczarska
Wirówka mleczarska (centryfuga) – urządzenie mechaniczne, które za pomocą separatora wirnikowego oddziela tłuszcz (śmietanę) z mleka pełnego i oczyszcza mleko z zanieczyszczeń mechanicznych za pomocą siły odśrodkowej.
Przed wynalezieniem wirówki do mleka, proces pozyskiwania masła był długotrwały. Po udoju mleko odstawiano w chłodne miejsce na co najmniej 2–3 dni i czekano aż na powierzchnię wypłynie śmietana. Wówczas zbierano ją z wierzchu, albo spuszczano spod śmietany odtłuszczone mleko przez zamykany otwór na dnie, pozostawiając śmietanę w naczyniu. Następnie podlegała dalszej obróbce.
Do znacznego skrócenia czasu wytwarzania masła i umożliwienia jego produkcji przemysłowej, doprowadziło wynalezienie wirówki. Prototyp centryfugi skonstruował w 1864 Niemiec z Schöningen Antoni Prandtl. Niezależnie od niego, jego rodak Wilhelm Lefeldt w 1876 wykonał wirówkę do mleka, wdrożoną do produkcji w fabryce Schöninger Molkereimaschinenfabrik Lefeldt i Lentsch. W 1878 Szwed Carl Gustaf de Laval zbudował i zaczął produkować w firmie Alfa Laval separator działający w sposób ciągły.
W 1886 zaczęto ręczne wirówki wytwarzać seryjnie w Niemczech i Szwecji. Pierwsze takie urządzenie na ziemiach polskich działało już w 1879 r. w mleczarni Daniela Janasza, znajdującej się na terenie dzisiejszej Warszawy.
W przemyśle mleczarskim stosuje się separatory (wirówki talerzowe), czyli wirówki pionowo ustawione. Celem procesu odtłuszczania jest rozdzielnie surowego mleka na strumień śmietanki i strumień mleka odtłuszczonego. Najbardziej popularną metodą odtłuszczania mleka stosowaną w zakładach mleczarskich jest wirowanie podczas procesu pasteryzacji.